# NGC 962
NGC 962 (други обозначения – UGC 2013, MCG 5-7-4, ZWG 505.3, PGC 9682) е елиптична галактика (E) в съзвездието Овен.
Обектът присъства в оригиналната редакция на „Нов общ каталог“.